# 森山記念病院
森山記念病院（もりやまきねんびょういん）は、社会医療法人社団森山医会が東京都江戸川区北葛西に設置する病院である。

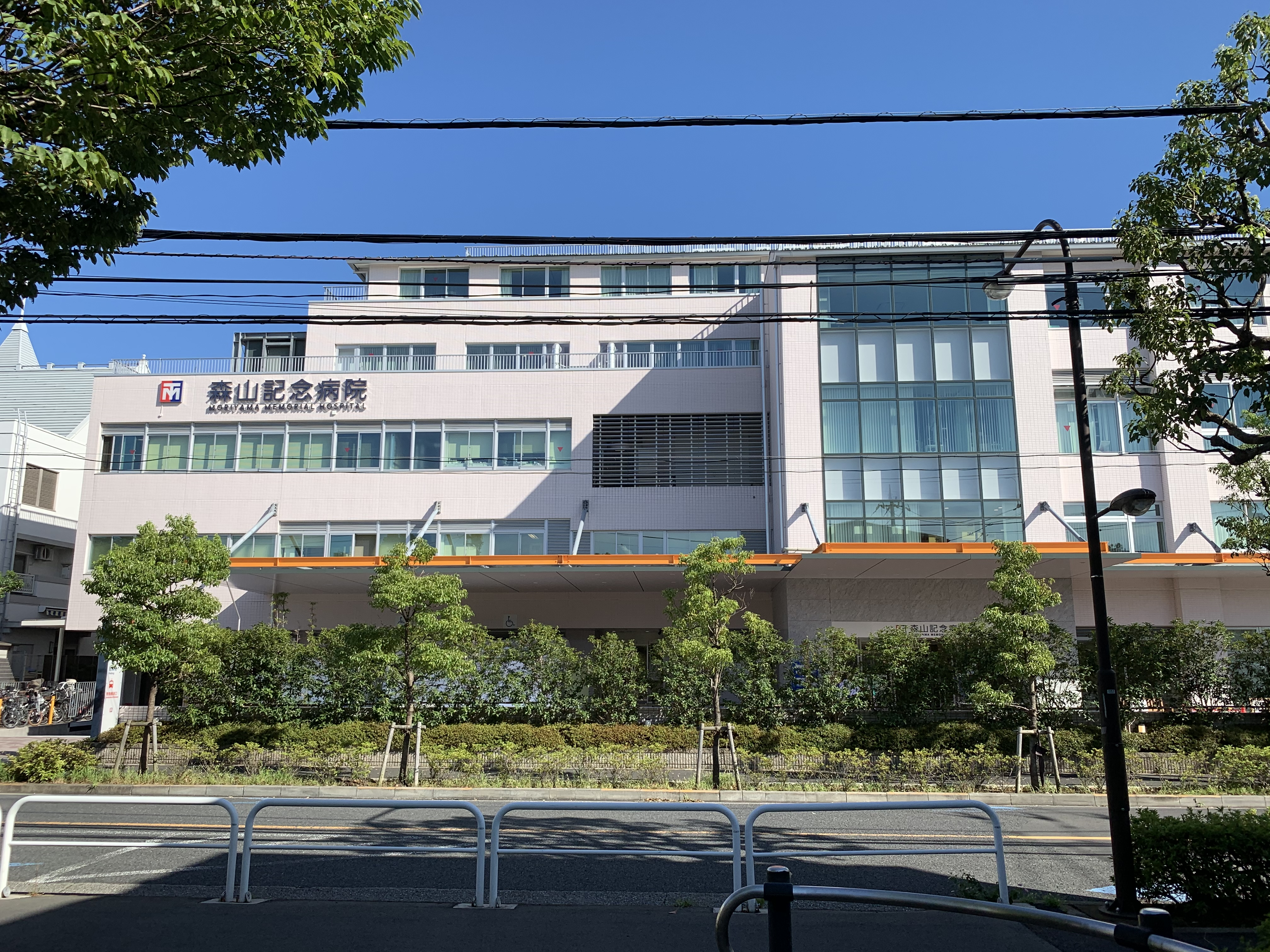
森山記念病院

救急告示病院、東京都災害拠点病院に指定されている。

## 診療科
- 脳神経外科[3]
- 外科[3]
- 内科[3]
- 整形外科[3]
- 泌尿器科[3]
- 消化器外科[3]
- 消化器内科[3]
- 循環器内科[3]
- リハビリテーション科[3]
- 麻酔科[3]
- 内視鏡外科[3]
- 脳・血管外科[3]
- 腎臓内科[3]
- 頭頸部外科[3]
- 耳鼻咽喉科[3]
- 気管食道外科[3]
- 肛門科[3]
- 心臓血管外科[3]
- 呼吸器内科[3]
- 腫瘍内科[3]
- 救急科[3]
- 糖尿病内科[3]
- 内分泌内科[3]
- 神経内科[3]
- 内視鏡内科[3]
- リウマチ科[3]
- 歯科口腔外科[3]

## 医療機関の認定
（下表の出典）
| 保険医療機関                                   | 結核指定医療機関                                                           |
| 労災保険指定医療機関                           | 原子爆弾被害者一般疾病医療取扱医療機関                                     |
| 指定自立支援医療機関（更生医療）               | 災害拠点病院                                                               |
| 指定自立支援医療機関（育成医療）               | 臨床研修病院                                                               |
| 指定自立支援医療機関（精神通院医療）           | DPC対象病院                                                                |
| 身体障害者福祉法指定医の配置されている医療機関 | 難病の患者に対する医療等に関する法律に基づく指定医の配置されている医療機関 |
| 生活保護法指定医療機関                         |                                                                            |

## 交通アクセス
- 東京メトロ東西線「西葛西駅」より徒歩15分[4]
- 「西葛西駅」、「船堀駅」より無料送迎バス運行中[4]
- 都営バス系統：葛西24「法蓮寺」停留所より徒歩4分[4]
- 都営バス系統：秋26「宇喜田」停留所より徒歩5分[4]

## 周辺
- 総合レクリエーション公園
- 江戸川区立第七葛西小学校

## 関連施設
- 森山脳神経センター病院 - 149床（東京都江戸川区西葛西）
- 介護老人保健施設森山ケアセンター - （東京都江戸川区江戸川）